# Juan Pujol (ciclista)
Juan Pujol Pagès (Terrassa, 28 maggio 1952) è un ex ciclista su strada spagnolo.
Professionista dal 1976 al 1984, ottenne quattro vittorie in carriera.

## Carriera
I principali successi da professionista furono il Gran Premio Vizcaya nel 1976, il Gran Premio Nuestra Señora de Oro nel 1978 e una tappa alla Vuelta a Asturias nel 1980. Partecipò sei volte alla Vuelta a España, tre volte al Giro d'Italia, due volte al Tour de France e due volte ai mondiali. È padre del ciclista professionista Óscar Pujol.

## Palmarès
- 1972 (Dilettanti)

Classifica generale Volta Ciclista Internacional a Lleida
- 1973 (Dilettanti)

5ª tappa Tour de l'Avenir (Ax-les-Thermes > Luchon)
- 1975 (Dilettanti)

1ª tappa Cinturón Ciclista Internacional a Mallorca
- 1976

Gran Premio Vizcaya
- 1978

Gran Premio Nuestra Señora de Oro (Murguía)
- 1979

7ª tappa Challenge Costa del Azahar
- 1980

6ª tappa, 2ª semitappa Vuelta a Asturias (cronometro)

## Piazzamenti

### Grandi Giri
- Giro d'Italia

1976: 10º
1977: 34º
1982: 46º
- Tour de France

1978: 32º
1980: eliminato (14ª tappa)
- Vuelta a España

1979: 20º
1980: 24º
1981: 18º
1982: 26º
1983: 43º
1984: 18º

### Classiche monumento
- Milano-Sanremo

1978: 154º

### Competizioni mondiali
- Campionato del mondo

San Cristobál 1977 - In linea: ritirato
Nürburgring 1978 - In linea: ritirato